# Романсхорн
Романсхорн (нем. Romanshorn) — город в Швейцарии, в кантоне Тургау.
Входит в состав округа Арбон. Население составляет 11 269 человек (на 31 декабря 2019 года). Официальный код — 4436.